# Andrea Mohylová
Andrea Mohylová (* 29. října 1987) je česká herečka. Působila především v Národním divadle moravskoslezském v Ostravě a v Divadle J. K. Tyla v Plzni.

## Život
Vyrůstala v malé vesnici Nová Ves u Frýdlantu nad Ostravicí. Vystudovala Janáčkovu konzervatoř v Ostravě, obor Hudebně dramatické umění. Ihned po maturitě získala angažmá v Národním divadle moravskoslezském. V roce 2012 se kvůli angažmá v Divadle J. K. Tyla přestěhovala do Plzně.

## Významné role

#### Národní divadlo moravskoslezské
- Viola – Večer tříkrálový (2008)
- Agnes – Ostatní světy (Abandonment) (2008)
- Cecilie – Nebezpečné vztahy (2008)
- Beatrice – Cenci (2010)

#### Letní shakespearovské slavnosti
- Rosalinda – Jak se vám líbí (2014)
- Marie – Marná lásky snaha (2012)[2]

#### Divadelní spolek Kašpar
- Elvira – Don Juan v Soho (2009)[2]

#### Divadlo J. K. Tyla
- Marie – Vojcek (2015)
- Nataša – Tři sestry (2017)
- Beatrice – Sluha dvou pánů (2017)
- Helena Gloryová – R.U.R. (2019)

#### Film a TV
- Em Trochinowská – Bod obnovy (2023)
- Jana Müllerová – Moloch (2025)